# Cheiloneurus oahuensis
Cheiloneurus oahuensis is een vliesvleugelig insect uit de familie Encyrtidae. De wetenschappelijke naam is voor het eerst geldig gepubliceerd in 1922 door Timberlake.